# جيمس ستيوارت (ممثل)
جيمس ستيوارت (بالإنجليزية: James Patrick Stuart)‏ هو ممثل أمريكي، ولد في 16 يونيو 1968 في الولايات المتحدة.

## أعمال

### أفلام
- (1990) امرأة جميلة[4][5]

### مسلسلات
- أميريكان داد!
- جيسي[6][7]
- شبح هامس
- كاسل

## وصلات خارجية
- جيمس ستيوارت على موقع IMDb (الإنجليزية)
- جيمس ستيوارت على موقع ميتاكريتيك (الإنجليزية)
- جيمس ستيوارت على موقع روتن توميتوز (الإنجليزية)
- جيمس ستيوارت على موقع ألو سيني (الفرنسية)
- جيمس ستيوارت على موقع تيرنر كلاسيك موفيز (الإنجليزية)
- جيمس ستيوارت على موقع أول موفي (الإنجليزية)
- جيمس ستيوارت على موقع قاعدة بيانات الأفلام السويدية (السويدية)
- جيمس ستيوارت على موقع قاعدة بيانات الفيلم (الإنجليزية)
- جيمس ستيوارت على موقع كينوبويسك (الروسية)